# Saint-Pierre (Vall d'Aosta)
Saint-Pierre (arpità Sent-Pierre) és un municipi italià, situat a la regió de Vall d'Aosta, al marge esquerre del Dora Baltea. L'any 2007 tenia 2.835 habitants. Limita amb els municipis d'Avise, Aymavilles, Gignod, Saint-Nicolas, Saint-Rhémy-en-Bosses, Sarre i Villeneuve.

## Administració

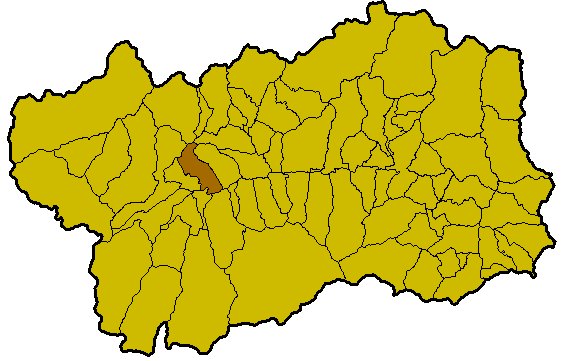
Situació de Saint-Pierre a la Vall

| Període | Identitat         | Partit        |
| ------- | ----------------- | ------------- |
| 2005-   | Giuseppe Jocallaz | Llista cívica |